# 16-bit

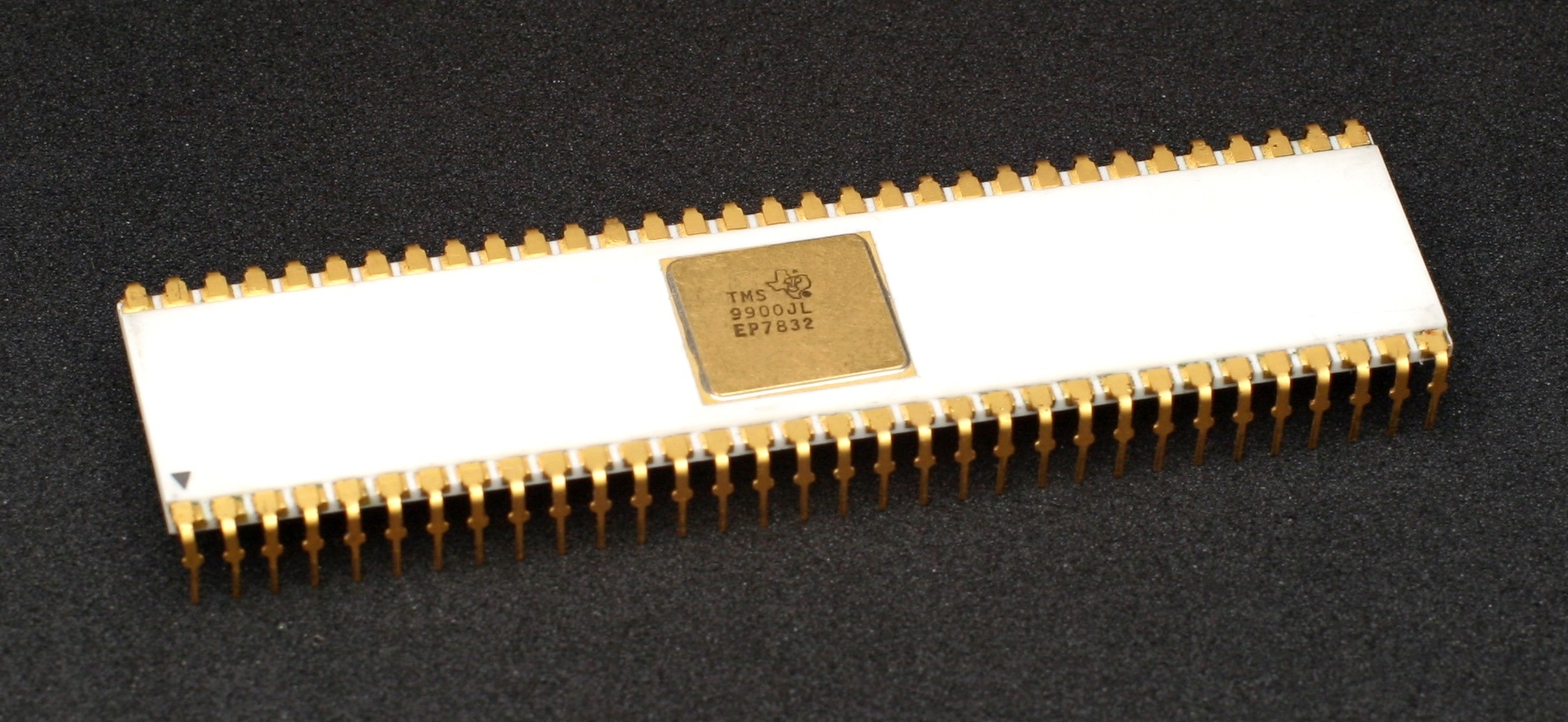
Texas Instruments TMS9900

Arhitectura 16-bit este o arhitectură de microprocesor sau calculator al cărui cuvânt, adrese de memorie și regiștri interni, au lungimea de 16 biți sau 2 octeți. Procesoarele pe 16 biți utilizează o magistrală de date pe 16 biți și o magistrală de adrese pe 32 biți, care determină limitarea la 64 KB memorie adresabilă (216  sau 65.536 valori unice (numere întregi de la 0 la 65.535 sau de la -32 768 la 32 767).

Primul microprocesor multi-cip de 16 biți a fost National Semiconductor IMP-16, introdus la începutul anului 1973. În același an, National a introdus primul microprocesor cu un singur chip de 16 biți, PACE, care a fost urmată ulterior de o versiune NMOS, INS8900. Primul microprocesor cu un singur chip de 16 biți a fost TMS 9900 TI, introdus în 1976, care era, de asemenea, compatibil cu linia de minicomputere TI-990. Intel a produs primul său procesor de 16 biți, 8086, în 1978. 
Cele mai cunoscute procesoare pe 16 biți au fost TI TMS9900, Intel 8086, Intel 80186,  Intel 80286, Motorola 68000, Motorola 68010 și WD W65C816S, produse la sfârșitul anilor '70.
Procesoarele pe 16 biți au fost înlocuite aproape în totalitate în calculatoarele personale cu procesoarele mai puternice de 32 și 64 biți, dar rămân în uz într-o mare varietate de sisteme înglobate, cum ar fi microprocesorul XAP  utilizat în multe ASIC-uri.

## Microprocesoare 16-bit
| - AMD - Am29100 - Am286 - Intel - 8086 - 8088 - 80186 - 80188 - 80286 - Firchild MicroFlame 9440 - Ferranti F100-L - HP MC2 - National | - - IMP-16 - PACE - INS8900 - NEC V50 - Texas Instruments - TMS9900 - TMS9980 - TMS9995 - TMS99105 - TMS99110 - USSR 1801 - WDC 65816 - Zilog Z8000 |

## Microcontrolere 16-bit

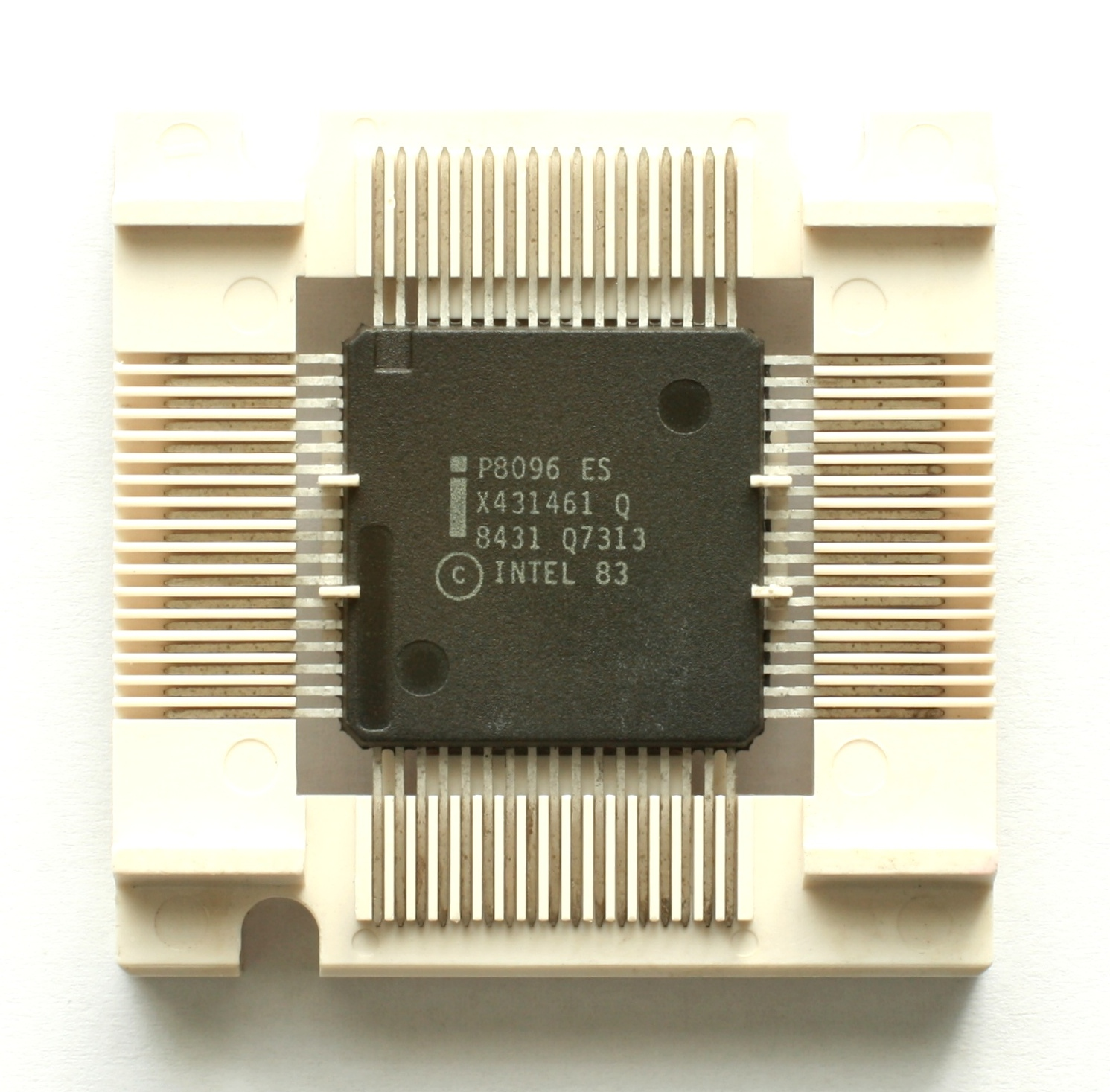
Intel MCS-96

- AMD
  - Am186Ex
  - Am186Cx
- Hitachi H8/500
- Intel 
  - MCS-96
  - 80C196
- National HPC16164
- NEC μPD78K3
- TI MSP430 [2]

## Sisteme 16-bit
- PDP-11
- Neo Geo
- Sega Genesis
- Super Nintendo Entertainment System
- Atari Lynx
- Game Boy

## Sisteme de operare pe 16 biți
- DOS
- GEOS
- TomOS
- Windows 2.0
- Windows 3.0